# Невдахин
Невда́хин — хутор в Труновском районе (муниципальном округе) Ставропольского края России.

## География
Расстояние до краевого центра: 54 км.
Расстояние до районного центра: 9 км.

## Население
| 1925 | 1926 | 1989 | 2002 | 2010 | 2014 | 2019 |
| ---- | ---- | ---- | ---- | ---- | ---- | ---- |
| 208  | ↘202 | ↗454 | ↗520 | ↗631 | ↘600 | ↗623 |
| 2020 |      |      |      |      |      |      |
| ↗631 |      |      |      |      |      |      |

По данным переписи 2002 года, 61 % населения — русские.

## История
В конце 1930-х годов в хуторе Невдахин существовал колхоз «Путь хлебороба»:48.
До 16 марта 2020 года хутор входил в состав муниципального образования «Сельское поселение Донской сельсовет».

## Образование
Своей школы в Невдахине нет. Проживающие в хуторе дети ездят на учёбу в село Донское на школьном автобусе.

## Памятники
В сентябре 2016 года, в рамках программы «Вернуть достоинство», реализуемой Российским еврейским конгрессом с целью увековечивания памяти жертв Холокоста, в хуторе Невдахин был установлен памятник на месте массового расстрела граждан еврейской национальности осенью 1942 года:48.

## Кладбища
В границах хутора расположено открытое кладбище (площадь участка 140 м²).